# Собор Антония и Феодосия
Собор Антония и Феодосия — православный храм в городе Василькове Киевской области, посвящённый Антонию и Феодосию Печерским. Расположен на возвышающемся над городом холме среди древних валов. Образец архитектуры украинского барокко.

## История

Храм в начале XX века

Собор построен в середине XVIII века крепостным мастером Киево-Печерской лавры Степаном Ковниром по заказу лаврского архимандрита. Размеры храма составляет 20 х 20 метров, высота центрального купола в интерьере 28 метра. Четыре боковых купола увенчивают квадратные помещения между рукавами апсид. Окна украшены фигурными наличниками. Характерной деталью архитектуры считаются фронтоны с карнизами двойной кривизны (скульптор С. Тальянец). Здание собора внешне напоминает собор Рождества Богородицы в Козельце. В интерьере сохранились росписи В. Бибикова.
В 1961 году советская власть закрыла храм. До 1990 года его помещение либо использовалось не по назначению, либо вообще было без всякого присмотра. В 1990 году, после предшествующих реставрационных работ, которые длились восемь лет, храм возобновил свою деятельность.
Главная святыня — чудотворная икона Божией Матери Троеручицы.